# Henryk Cieszkowski
Henryk Cieszkowski (sinh năm 1835 tại Płock - mất năm 1895 tại Rome) là một họa sĩ người Ba Lan. Cieszkowski học hết cấp hai ở Lublin. Trong khoảng thời gian 1848-1856, ông học tại Trường Mỹ thuật ở Warsaw. Tại đây, ông được làm học trò của Christian Breslauer (1802-1882). Năm 1858, Cieszkowski được nhận học bổng và chuyển đến Rome. Ông quyết định thường trú tại đây. Từ năm 1860, Cieszkowski đưa các tác phẩm của mình đi triển lãm. Ông đã gửi chúng đến Hội Khuyến khích Mỹ thuật (Towarzystwo Zachęty Sztuk Pięknych) và Phòng triển lãm Krywult (Salon Krywulta) ở Warsaw; và đến Hội những người bạn Mỹ thuật (Towarzystwo Przyjaciół Sztuk Pięknych) ở Kraków. Một người bạn của ông là Henryk Siemiradzki đã chuyển từ Munich, Đức đến Ý vào năm 1872.
Phần lớn các tác phẩm của Cieszkowski là tranh phong cảnh về Rome và vùng phụ cận; ông chủ yếu vẽ campagna của Rome. Cieszkowski ký tên lên các tranh của mình là H. Cieszkowski Roma. Lúc ông còn sống, tranh của ông được bán phổ biến nhất ở Ý, Anh và Hoa Kỳ. Hiện tại, các tác phẩm của Henryk Cieszkowski đang được triển lãm ở nhiều nơi khác nhau, trong số đó có Bảo tàng Quốc gia ở Warsaw, Kraków, và Poznań. Từ giai đoạn từ 2000 đến 2010, nhiều tác phẩm tranh của Cieszkowski đã xuất hiện tại Nhà đấu giá Christie's ở Ba Lan, Thụy Điển và Vương quốc Anh.

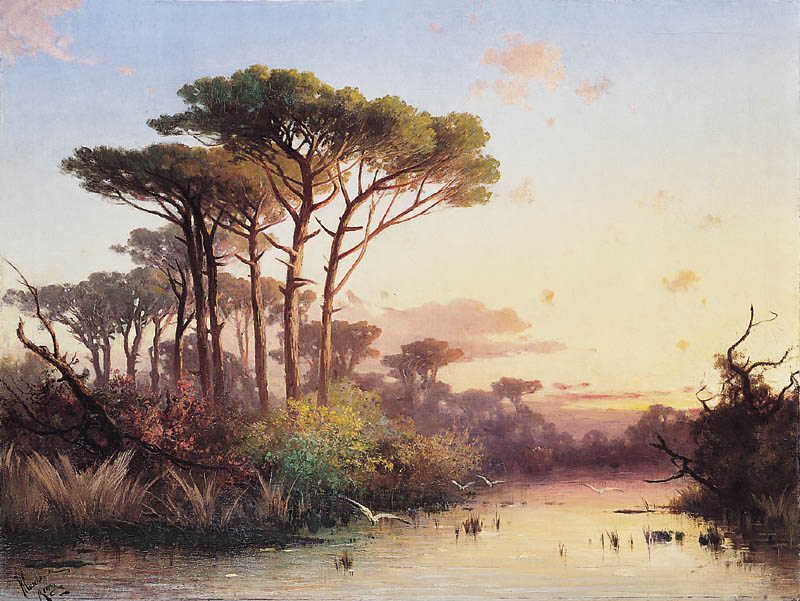
Hàng thông bên bờ sông
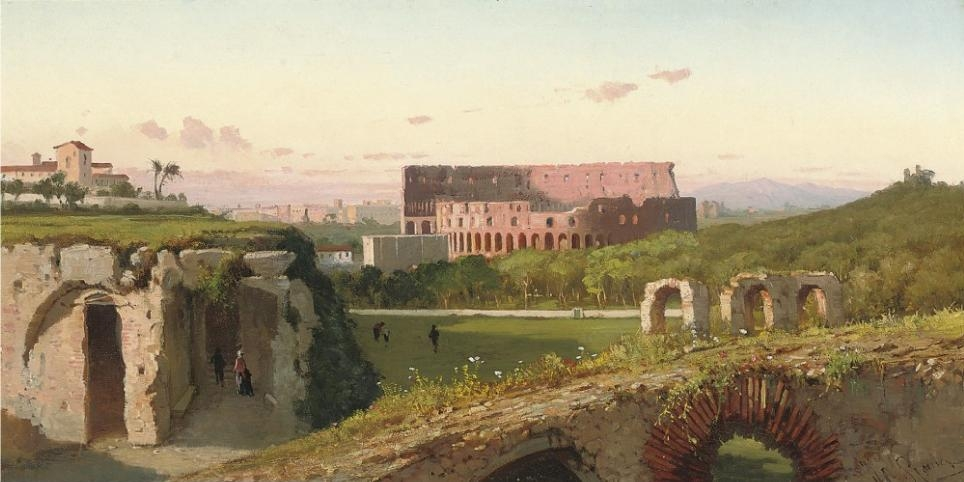
Quang cảnh Đấu trường La Mã
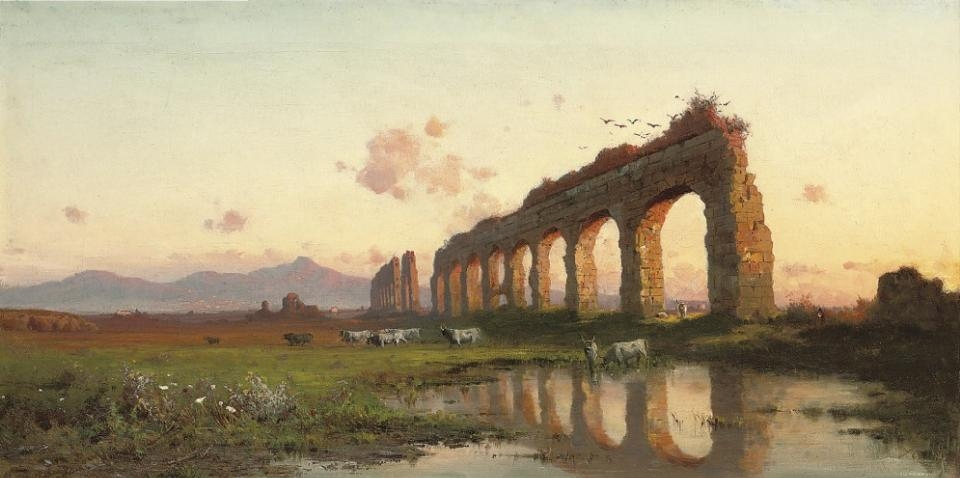
Di tích ở Ý
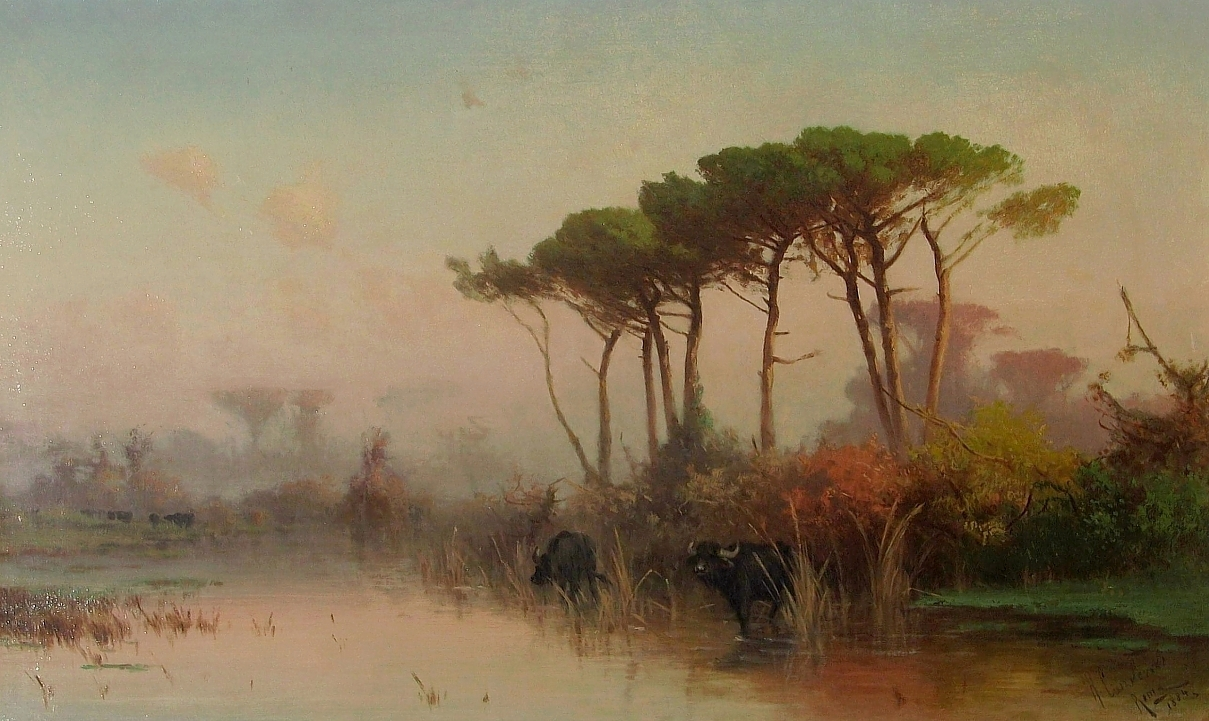
Thông
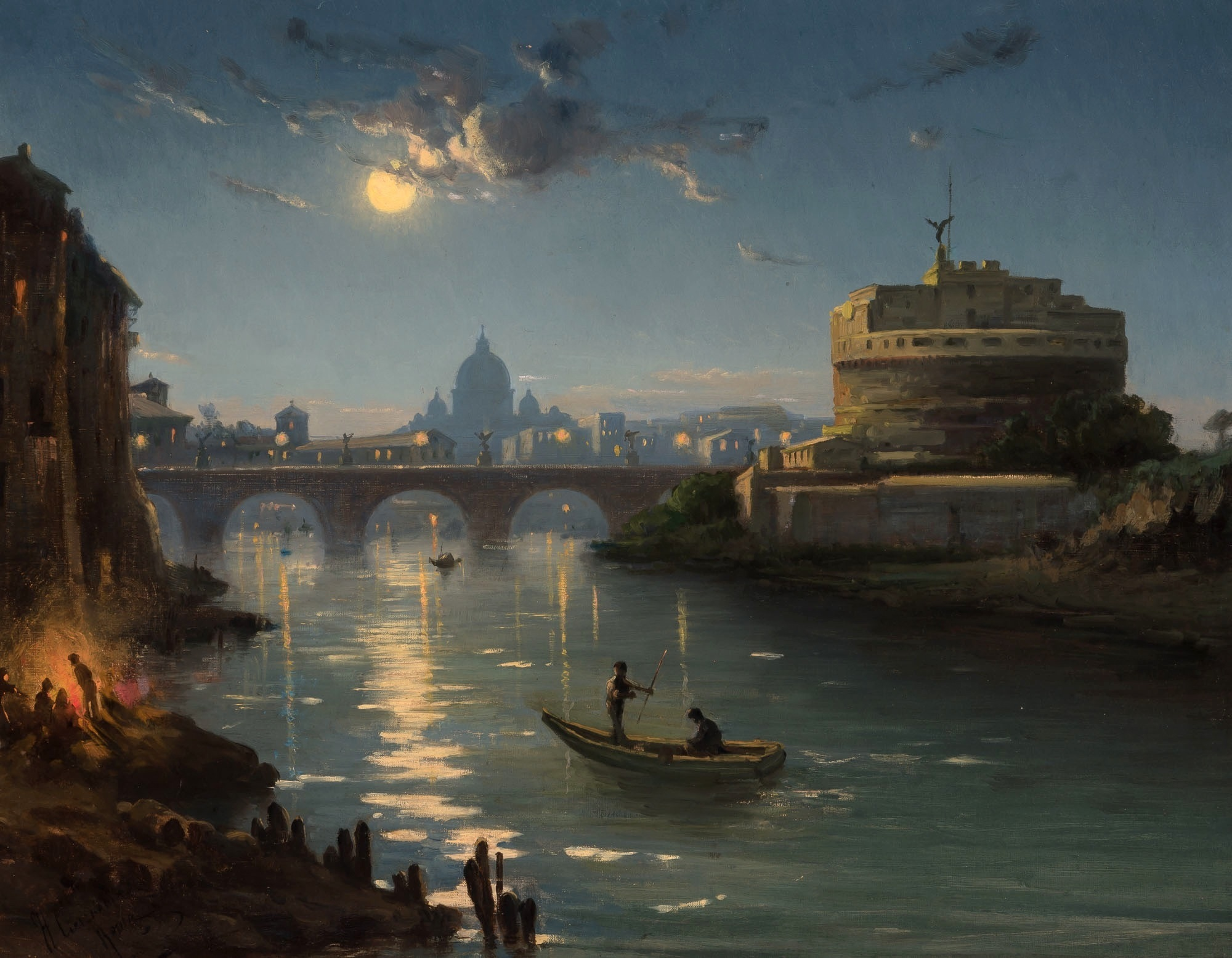
Quang cảnh Rome về đêm